# 莉洛·路易斯·巴莱特
莉洛·路易斯·巴莱特（西班牙語：Lilou Lluís Valette，2006年7月28日—），西班牙女子花样游泳运动员，2022年世界青年花样游泳锦标赛集体自由自选金牌得主、集体技术自选和自由组合银牌得主、2024年夏季奥林匹克运动会集体铜牌得主。